# 文郎国

文郎国
Văn Lang

文郎国の推定領域（黄色）。
緑色は蜀泮の治めていた南疆国

文郎国（ぶんろうこく、ヴァンランこく、ベトナム語：Văn Lang / 文郞）は、半ば伝説とされるベトナム史上の国家。峯州（現在のフート省ヴィエットチー市）を都とした。中心は現在のフート省付近と推定されている。ベトナム史上初の国家とされており、前2879年建国という考えから、ベトナム人の間では「ベトナム5千年の歴史」という言い回しが存在する。

## 考古学的背景
現在のベトナム北部では、青銅器文化（ドンソン文化）の繁栄を経て、石器や青銅器が発掘されているフングエン文化が興り、その中で文郎国が形成されていったと推定される。

## 鴻龐氏と雄王
文郎国は鴻龐氏（ホンバン氏、Hồng Bàng Thị）という氏族が治めたとされ、雄王（フンヴォン、称号であり固有名ではない）と呼ばれる代々の支配者によって統治されてきた。伝説によれば、中国神話に見られる炎帝神農の3世孫である帝明の子、禄続（Lộc Tục）が南方に封じられて赤鬼国を治め（涇陽王）、涇陽王と洞庭君の娘の間に崇纜（スンラム、貉龍君、雒龍君、駱龍君とも）を生んだ。貉龍君（ラク・ロン・クァン）と天仙の女子・嫗姫の間に百越の元となる100人の子が（伝説では卵から）生まれ、その中の長男である支艮が雄王の名を受けた（雄麟王）。初代雄王は現在のベトナム人の間では建国者としての扱いを受けている。

### 歴代雄王

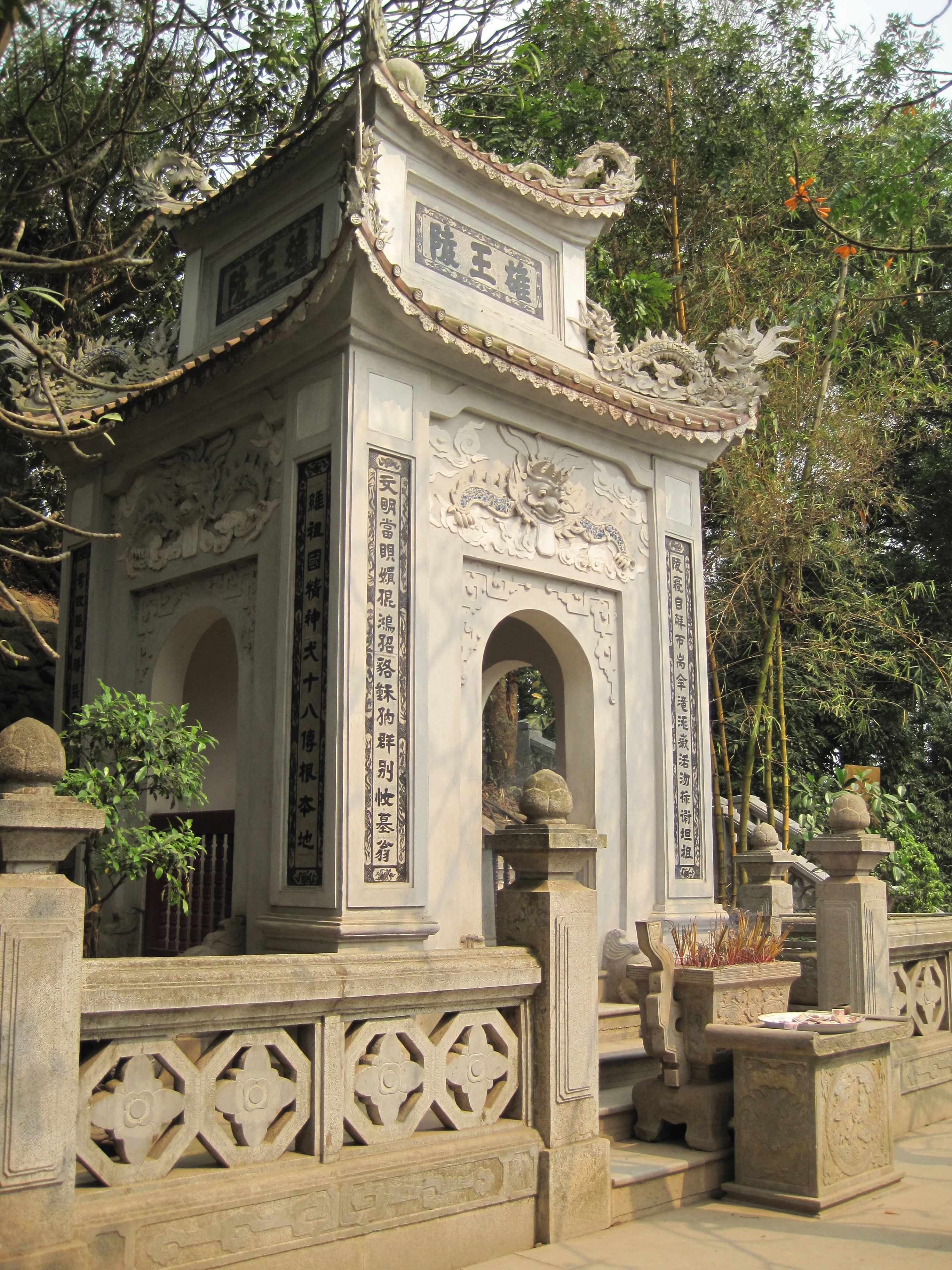
雄王陵（ベトチ市）

18代の雄王が文郎国を治めた。グエン・カック・トゥアンの『Thế thứ các triều vua Việt Nam』では、雄王18代は涇陽王を初代と数えた下記とされている。なお『ベトナム史略』では、涇陽王から数えると20人の雄王がいたとしている。
各雄王の在位期間は伝承上のもので、長すぎて非現実的なものが多く、考古学的に信憑性のあるものではない。
1. 涇陽王 (Kinh Dương Vương)：紀元前2879年 - 紀元前2794年
2. 雄賢王（Hùng Hiền vương、貉龍君）：紀元前2794年 - 紀元前2525年
3. 雄麟王（英語版）（Hùng Lân vương）：紀元前2524年 - 紀元前2253年
4. 雄曄王（英語版）（Hùng Diệp vương）：紀元前2252年 - 紀元前1913年
5. 雄犧王（英語版）（Hùng Hi vương）：紀元前1912年 - 紀元前1713年
6. 雄暉王（英語版）（Hùng Huy vương）：紀元前1712年 - 紀元前1632年
7. 雄昭王（ベトナム語版）（Hùng Chiêu vương）：紀元前1631年 - 紀元前1432年
8. 雄暐王（Hùng Vĩ vương）：紀元前1431年 - 紀元前1332年
9. 雄定王（Hùng Định vương）：紀元前1331年 - 紀元前1252年
10. 雄曦王（Hùng Hi vương）：紀元前1251年 - 紀元前1162年
11. 雄楨王（Hùng Trinh vương）：紀元前1161年 - 紀元前1055年
12. 雄武王（Hùng Vũ vương）：紀元前1054年 - 紀元前969年
13. 雄越王（Hùng Việt vương）：紀元前968年 - 紀元前854年
14. 雄英王（Hùng Anh vương）：紀元前853年 - 紀元前755年
15. 雄朝王（Hùng Triêu vương）：紀元前754年 - 紀元前661年
16. 雄造王（Hùng Tạo vương）：紀元前660年 - 紀元前569年
17. 雄毅王（ベトナム語版）（Hùng Nghị vương）：紀元前568年 - 紀元前409年
18. 雄璿王（英語版）（Hùng Duệ vương）：紀元前408年 - 紀元前258年

## 領土
文郎国は交阯・朱䳒・武寧・福禄・越裳・寧海・陽泉・陸海・武定・懐驩・九真・平文・新興・九徳・文郎の15の部に分かれていたとされる。諸説あるが、『嶺南摭怪』では東は南海、西は巴蜀、北は洞庭湖、南は猢猻精国まで広がっていたという。『ベトナム史略』では南は現在のクアンチ省から北はカオバン省まで広がっていたとしている。

## 滅亡
雄璿王の治世の前258年、文郎国は西甌（タイオウ）の蜀泮によって滅ぼされた。文郎国併合後に蜀泮は安陽王を称し、国号を甌雒とした。